# Stanley Jaki
Stanley L. Jaki, o.s.b., né le 17 août 1924 à Győr et mort le 7 avril 2009 à Madrid, est un prêtre bénédictin. 

## Biographie
Diplômé de l'université Fordham en physique en 1957, il enseigna l'épistémologie à l'université Stanford, à l'université de Californie à Berkeley, à l'université de Princeton et à l'Institute for Advanced Study. Il s'intéressait notamment aux rapports entre la foi chrétienne et les dernières avancées de la science. Il fut professeur de physique à l'université Seton Hall (New Jersey, États-Unis), théologien et historien des sciences. 
Dans son livre God and the Sun at Fatima (1999), il a discuté de la « danse du soleil », miracle qui serait survenu en mai 1917 lors des apparitions de Fatima au Portugal.

## Prix
- Prix Templeton (1987)

## Œuvres
- 1966. The Relevance of Physics. University of Chicago Press.
- 1969. Brain, Mind and Computers. Herder & Herder (de).
- 1969. The Paradox of Olbers' Paradox. Herder & Herder.
- 1973. The Milky Way: an Elusive Road for Science. New York: Science History Publications.
- 1974. Science and Creation: From Eternal Cycles to an Oscillating Universe. Edinburgh: Scottish Academic Press (en).
- 1978. Planets and Planetarians. A History of Theories of the Origin of Planetary Systems. John Wiley & Edinburgh: Scottish Academic Press.
- 1978. The Road of Science and the Ways to God. Univ. of Chicago Press, and Edinburgh: Scottish Academic Press.  (ISBN 0-226-39145-0)
- 1978. The Origin of Science and the Science of its Origins. Scottish Academic Press.
- 1980. Cosmos and Creator. Scottish Academic Press.  (ISBN 0-7073-0285-4)
- 1983. Angels, Apes and Men. La Salle IL: Sherwood, Sugden & Co.  (ISBN 0-89385-017-9)
- 1984. Uneasy Genius. The Life and Work of Pierre Duhem. The Hague: Nyhoff.
- 1986. Chesterton, a Seer of Science. University of Illinois Press.
- 1986. Lord Gifford and His Lectures. A Centenary Retrospective. Edinburgh: Scottish Academis Press, and Macon, GA.: Mercer University Press (en).
- 1986. Chance or Reality and Other Essays. Lanham, MD: University Press of America & Intercollegiate Studies Institute (en).
- 1988. The Absolute Beneath the Relative and Other Essays. Lanham, MD: University Press of America & Intercollegiate Studies Institute (en).
- 2000 (1988). The Savior of Science. W. B. Eerdmans.  (ISBN 0-8028-4772-2)
- 1989. Miracles and Physics. Front Royal. VA.: Christendom Press.  (ISBN 0-931888-70-0)
- 1989. God and the Cosmologists. Regnery Gateway Inc.; Edinburgh: Scottish Academic Press.
  - The Purpose of it All (alternate title for God and the Cosmologists)
- 1990. The Only Chaos and Other Essays. Lanham MD: University Press of America & Intercollegiate Studies Institute (en).
- 1991. Scientist and Catholic, An Essay on Pierre Duhem. Front Royal VA: Christendom Press.
- 1998 (1992)  Genesis 1 Through the Ages. Edinburgh: Scottish Academic Press.
- 1996. Bible And Science. Front Royal, VA: Christendom Press.  (ISBN 0-931888-63-8)
- 1999. God and the Sun at Fatima. Royal Oak, MI: Real View Books. (OCLC 42267032)
- 2000. The Limits of a Limitless Science and Other Essays. Intercollegiate Studies Institute (en).  (ISBN 1-882926-46-3)
- 2000. Christ and science. Real View Books.
- 2002. A Mind's Matter: An Intellectual Autobiography. Eerdmans: Grand Rapids.  (ISBN 0-8028-3960-6)
- 2004. And On This Rock: Witness Of One Land & Two Covenants. Front Royal, VA: Christendom Press.  (ISBN 0-931888-68-9)
- 2008. Hail Mary, full of grace: A Commentary. New Hope, KY: Real View Books.  (ISBN 978-1-892539-06-9)